# Andréi Shabasov
Andréi Dmítriyevich Shabasov (en ruso: Андрей Дмитриевич Шабасов; San Petersburgo, 20 de junio de 1994) es un deportista ruso que compitió en natación.
Ganó tres medallas en el Campeonato Mundial de Natación en Piscina Corta de 2016 y dos medallas en el Campeonato Europeo de Natación en Piscina Corta de 2015.

## Palmarés internacional
| Campeonato Mundial en Piscina Corta | Campeonato Mundial en Piscina Corta | Campeonato Mundial en Piscina Corta | Campeonato Mundial en Piscina Corta |
| Año                                 | Lugar                               | Medalla                             | Prueba                              |
| ----------------------------------- | ----------------------------------- | ----------------------------------- | ----------------------------------- |
| 2016                                | Windsor (Canadá)                    | Medalla de oro                      | 4 × 50 m estilos                    |
| 2016                                | Windsor (Canadá)                    | Medalla de oro                      | 4 × 100 m estilos                   |
| 2016                                | Windsor (Canadá)                    | Medalla de plata                    | 100 m espalda                       |
| Campeonato Europeo en Piscina Corta |                                     |                                     |                                     |
| Año                                 | Lugar                               | Medalla                             | Prueba                              |
| 2015                                | Netanya (Israel)                    | Medalla de plata                    | 4 × 50 m estilos                    |
| 2015                                | Netanya (Israel)                    | Medalla de plata                    | 4 × 50 m estilos mixto              |